# A Document of Dissent: 1993-2013
A Document Of Dissent: 1993-2013 is een verzamelalbum van de Amerikaanse punkband Anti-Flag. Het album werd uitgegeven op 22 juli door Fat Wreck Chords en was daarmee het laatste album dat de band via dit label uit zou laten geven. Het album bevat 26 nummers die Anti-Flag heeft opgenomen tussen 1993 en 2013.

## Nummers
1. "Die For The Government" (Die for the Government, 1996) - 3:33
2. "Fuck Police Brutality" (Die for the Government, 1996) - 2:22
3. "Tearing Everyone Down" (A New Kind of Army, 1999) - 2:57
4. "A New Kind Of Army" (A New Kind of Army, 1999) - 3:41
5. "That's Youth" (A New Kind of Army, 1999) - 3:16
6. "Angry, Young And Poor" (Underground Network, 2001) - 2:42
7. "This Machine Kills Fascists" (Underground Network, 2001) - 1:38
8. "Underground Network" (Underground Network, 2001) - 4:03
9. "Spaz's House Destruction Party" (Underground Network, 2001) - 3:04
10. "911 For Peace" (Mobilize, 2002) - 3:46
11. "Turncoat" (The Terror State, 2003) - 2:10
12. "Rank N File" (The Terror State, 2003) - 3:46
13. "Power To The Peaceful" (The Terror State, 2003) - 2:57
14. "Death Of A Nation" (The Terror State, 2003) - 1:55
15. "You Can Kill The Protester, But You Can't Kill The Protest" (The Terror State, 2003) - 2:33
16. "The Press Corpse" (For Blood and Empire, 2006) - 3:21
17. "Hymn For The Dead" (For Blood and Empire, 2006) - 3:39
18. "1 Trillion Dollar$" (For Blood and Empire, 2006) - 2:30
19. "This Is The End" (For Blood and Empire, 2006) - 3:11
20. "Cities Burn" (For Blood and Empire, 2006) - 3:03
21. "Good And Ready" (The Bright Lights of America, 2008) - 3:59
22. "The Bright Lights Of America" (The Bright Lights of America, 2008) - 3:32
23. "Sodom, Gomorrah, Washington D.C. (Sheep In Shepherd's Clothing)" (The People or the Gun, 2009) - 2:50
24. "The Economy Is Suffering... Let It Die" (The People or the Gun, 2009) - 3:36
25. "This Is The New Sound" (The General Strike, 2012) - 2:46
26. "Broken Bones" (The General Strike, 2012) - 3:01

## Muzikanten
- Justin Sane - gitaar, zang
- Pat Thetic - drums
- Chris Head - gitaar, zang (tracks 3-26)
- Chris #2 - basgitaar, zang (tracks 3-26)
- Andy Flag - basgitaar, zang (tracks 1-2)